# أنشطة وكالة المخابرات المركزية في فرنسا
بينما تتعاون وكالة المخابرات المركزية مع نظيرتها الفرنسية،المديرية العامة للأمن الخارجي، تقوم الدول بجمع المعلومات عن بعضها البعض، لا سيما في المجالات الاقتصادية والعلمية.

## فرنسا 1950

### التحضير للحرب غير التقليدية
شكلت وكالة المخابرات المركزية الفرع الفرنسي لعملية غلاديو.الأدميرال بيير لاكوست أن وكالة المخابرات المركزية دعمت الفرنسية غلاديو ومنظمة الدول الأمريكية اليمينية المتطرفة لمهاجمة شارل ديغول.
يُشتبه في أن وكالة المخابرات المركزية قد تسللت إلى الحزب الشيوعي الفرنسي وعملت على دعم نمو الشيوعيين غير الثوريين داخل فرنسا لتعويض التأثير السوفيتي على العناصر الأكثر راديكالية داخل الحزب الشيوعي الفرنسي.
يُشتبه في أن وكالة المخابرات المركزية متورطة في دعم أعمال الشغب الطلابية ضد تشارلز ديجول للانتقام من انسحابه من الناتو وسياساته تجاه الفرانكوفونية.
«قام شارل ديغول بعمليات سرية في كيبيك باستخدام الحركات القومية والانفصالية في كيبيك، تحت عنوان» تقنية المساعدة والتعاون «أو» عملية أسكوت «.أرسل جاك فوكارت عملاء التوثيق الخارجي ومكافحة التجسس إلى كيبيك لتطوير وإثارة نمو الحركات الانفصالية.» 

### فرنسا 1992

#### جمع المعلومات السرية
«وفقًا لمدير المخابرات المركزية، بوب جيتس، تشارك 20 دولة على الأقل من أوروبا وآسيا والشرق الأوسط وأمريكا اللاتينية في أنشطة استخباراتية تضر بمصالحنا الاقتصادية.بعض الحالات المحددة مروعة.وفقًا لمقال نُشر مؤخرًا في نيويورك تايمز بقلم بيتر شفايتزر،`` بين عامي 1987 و 1989، زرعت المخابرات الفرنسية شامات في العديد من الشركات الأمريكية، بما في ذلك شركة IBM.في خريف عام 1991، حاول فريق استخبارات فرنسي سرقة تكنولوجيا» التخفي«من شركة لوكهيد».تشير روايات أخرى إلى أن وحدات المخابرات الفرنسية تجري ما بين 10 إلى 15 عملية اقتحام كل يوم في فنادق كبيرة في باريس لنسخ وثائق تخص رجال أعمال وصحفيين ودبلوماسيين.وفقًا لروايات أخرى، كان الفرنسيون يخفون أجهزة تنصت على رحلات الخطوط الجوية الفرنسية من أجل الحصول على معلومات اقتصادية مفيدة من المسافرين بغرض الأعمال.

### فرنسا 1993

#### جمع المعلومات السرية
"في عام 1993، أعلن آر جيمس وولسي، الذي كان وقتها مديرًا جديدًا للاستخبارات المركزية، أن الاستخبارات الاقتصادية التي تركز على ممارسات الفساد الأوروبية والرشوة أصبحت الآن أحد برامج وكالة المخابرات المركزية.كانت المخابرات الفرنسية تطارد المعلومات من المديرين التنفيذيين الأمريكيين بقوة.قال وولسي "لا مزيد من السيد لطيف".
بعد ذلك بوقت قصير، كان لدى محطة سیا پاریس ما لا يقل عن خمسة ضباط يعملون على فهم السياسة التجارية الوطنية الفرنسية، ومواجهة التجسس الاقتصادي الفرنسي ضد الولايات المتحدة.أربعة كانوا تحت غطاء دبلوماسي وواحد تحت غطاء غير رسمي.

### فرنسا 1995

#### جمع المعلومات السرية
قدم المفتش العام لوكالة المخابرات المركزية تقريراً عن عمل الخدمة السرية لوكالة المخابرات المركزية بشأن الاستخبارات الاقتصادية، وهو أمر مرجح  لإنهاء وظائف العديد من الضباط، بما في ذلك رئيس محطة باريس ديك هولم، ورئيس قسم علوم الكمبيوتر الأوروبية جوزيف ديتراني، وأربعة ضباط حالة على الأقل.
كشف وزير الداخلية الفرنسي،تشارلز باسكوا، عن المشكلة في فبراير 1995.ارتكبت الضابطة تحت غطاء غير رسمي كممثلة للمؤسسة خطأين في الظهور كممثلة للمؤسسة: التواصل بشكل صريح للغاية مع محطة وكالة المخابرات المركزية والتواصل سراً مع هدفها، مسؤول فرنسي.اكتشف السيد هولم، رئيس المحطة، علاقة الحب التي كانت تجريها مع المسؤول.كان من الواضح أن الرومانسية يمكن أن تعرض العملية للخطر.أقنع هولم رئيسه بمواصلة العملية.
غير أن الفرنسيين خالفوا الاتفاق المعتاد بين الخدمات الغربية وأعلنوا ما علموا به، وطردوا الضابط في السفارة «الذي يتعارض مع وضعهم الدبلوماسي». اندلع الجدل حول أسئلة حول ما إذا كان التجسس على الحلفاء للحصول على البيانات الاقتصادية هو مطاردة جديرة لوكالة المخابرات المركزية، حتى لو فعل الحلفاء ذلك مع الولايات المتحدة، أو إذا كانت المهام الأخرى لها أولوية أعلى. بينما كانت هناك جوانب مأساوية، تظل مسألة التجسس الذي يمكن تحمله بين الحلفاء الاسميين معقدة، لا سيما عندما تنطوي على قضايا أمنية واضحة كما هو الحال مع جوناثان بولارد.

### فرنسا 2006

#### التسليم وجمع المعلومات السرية
قدم الاتحاد الدولي لحقوق الإنسان (FIDH) ورابطة حقوق الإنسان (LDH) شكوى حثت فيها المدعي العام الفرنسي على التحقيق في الاستخدام المزعوم للمطارات الفرنسية من خلال رحلات جوية سرية لوكالة المخابرات المركزية الأمريكية تنقل إرهابيين مشتبه بهم.